# Атлетика на Летњим олимпијским играма 2008 — 10.000 метара за мушкарце
Трка 10.000 метара ходање у мушкој конкуренцији на Олимпијским играма 2008. у Пекингу одржана је у 17. августа Националном стадиону у Пекингу.

## Земље учеснице
Учествовало је 39 такмичара из 21 земље.
| - Алжир (1) - Аустрија (1) - Брунеј (1) - Еритреја (3) - Шпанија (3) - Етиопија (3) - Зимбабве (1) | - Индија (1) - Јапан (2) - Канада (1) - Катар (3) - Кенија (3) - Мароко (2) - Мексико (3) | - Португалија (1) - Русија (1) - Руанда (1) - Сједињене Америчке Државе (3) - Танзанија (3) - Турска (1) - Шпанија (3) |

## Квалификационе норме
| А норма  | Б норма  |
| -------- | -------- |
| 27:50:00 | 28:10,00 |

## Сатница
| Датум      | Време | Ниво   |
| ---------- | ----- | ------ |
| 17. август | 22,45 | Финале |

## Рекорди
(16. августа 2008)
| Светски рекорд    | 26:17:53 | Кенениса Бекеле | Етиопија | Брисел, Белгија | 26. август 2005.  |
| Олимпијски рекорд | 27:05,10 | Кенениса Бекеле | Етиопија | Атина, Грчка    | 20. августа 2004. |

## Освајачи медаља
|                          |                        |                   |
| Кенениса Бекеле Етиопија | Силеши Сихине Етиопија | Миках Кого Кенија |

## Нови рекорди после завршетка такмичења
| Олимпијски рекорд | 27:01,17 | Кенениса Бекеле | Етиопија | Пекинг, Кина | 17. августа 2008. |

## Резултати
16. август 22:45
| Место | Име                     | Држава                    | Резултат       | Напомене       |
| ----- | ----------------------- | ------------------------- | -------------- | -------------- |
|       | Кенениса Бекеле         | Етиопија                  | 27:01,17       | ОР             |
|       | Силеши Сихине           | Етиопија                  | 27:02,77       |                |
|       | Миках Кого              | Кенија                    | 27:04,11       | РС             |
| 4     | Мозес Ндима Масаи       | Кенија                    | 27:04,11       | РС             |
| 5     | Зерсенај Тадесе         | Еритреја                  | 27:05,11       |                |
| 6     | Хаиле Гебрселасије      | Етиопија                  | 27:06,68       |                |
| 7     | Мартин Ирунгу Матати    | Кенија                    | 27:08,25       | ЛР             |
| 8     | Ахмед Хасан Абудула     | Катар                     | 27:23,75       | РС             |
| 9     | Фабијано Џозеф Наси     | Танзанија                 | 27:25,33       |                |
| 10    | Бонифас Кипроп Торојтич | Уганда                    | 27:27.28       |                |
| 11    | Селим Бајрак            | Турска                    | 27:29.33       | НР             |
| 12    | Кидане Тадесе           | Еритреја                  | 27:36,11       |                |
| 13    | Гејлен Руп              | Сједињене Америчке Државе | 27:36,99       | РС             |
| 14    | Диксон Марња Мками      | Танзанија                 | 27:48.03       |                |
| 15    | Абдихаким Абдирахман    | Сједињене Америчке Државе | 27:52.53       |                |
| 16    | Абдела Фалил            | Мароко                    | 27:53.14       |                |
| 17    | Хуан Карлос де ла Оса   | Шпанија                   | 27:54.20       |                |
| 18    | Али Хасан Махбоб        | Брунеј                    | 27:55.14       |                |
| 19    | Дјудоне Дизи            | Руанда                    | 27:56.74       |                |
| 20    | Еса Исмаил Реџеп        | Катар                     | 27:58,67       |                |
| 21    | Самвел Шаури            | Танзанија                 | 28:06,26       |                |
| 22    | Феликс Киквај Киборе    | Катар                     | 28:11,92       |                |
| 23    | Карлос Кастиљехо        | Шпанија                   | 28:13,68       |                |
| 24    | Ајад Ламдасем           | Шпанија                   | 28:13,73       |                |
| 25    | Хорхе Торес             | Сједињене Америчке Државе | 28:13.93       |                |
| 26    | Сурендра Кумар Синг     | Индија                    | 28:13.97       |                |
| 27    | Гинтер Вајдлингер       | Аустрија                  | 28:14,38       |                |
| 28    | Кенсуке Такезава        | Јапан                     | 28:23,28       |                |
| 29    | Хуан Карлос Ромеро      | Мексико                   | 28:26,57       |                |
| 30    | Сергеј Иванов           | Русија                    | 28:34,72       |                |
| 31    | Такајуки Мацумија       | Јапан                     | 28:39,77       |                |
| 32    | Теклемаријам Медхин     | Еритреја                  | 28:54,33       |                |
| 33    | Ерик Гилис              | Канада                    | 29:08,10       |                |
| 34    | Руи Педро Силва         | Португал                  | 29:09,03       |                |
| 35    | Алехандро Суарез        | Мексико                   | 29:24.78       |                |
| —     | Катберт Њасанго         | Зимбабве                  | Није завршио   | Није завршио   |
| —     | Давид Галван            | Мексико                   | Није завршио   | Није завршио   |
| —     | Мохамед Ел Хашими       | Мароко                    | Није завршио   | Није завршио   |
| —     | Худир Агун              | Алжир                     | Није стартовао | Није стартовао |

ОР = олимпијски рекорд, ЛР = лични рекорд, РС = најбоље време сезоне, НР = национални рекорд

### Пролазна времена
| Дистанца | Такмичарка         | Држава   | Време    |
| -------- | ------------------ | -------- | -------- |
| 1000     | Алехандро Суарез   | Мексико  | 2:50,15  |
| 2000     | Кидане Тадесе      | Еритреја | 5:27,32  |
| 3000     | Кидане Тадесе      | Еритреја | 8:09,93  |
| 4000     | Кидане Тадесе      | Еритреја | 10:59,51 |
| 5000     | Кидане Тадесе      | Еритреја | 13:48,00 |
| 6000     | Хаиле Гебрселасије | Етиопија | 16:33,92 |
| 7000     | Зерсенај Тадесе    | Еритреја | 19:14,71 |
| 8000     | Зерсенај Тадесе    | Еритреја | 21:53,78 |
| 9000     | Миках Кого         | Кенија   | 24:34,07 |